# Fulmarus glacialoides

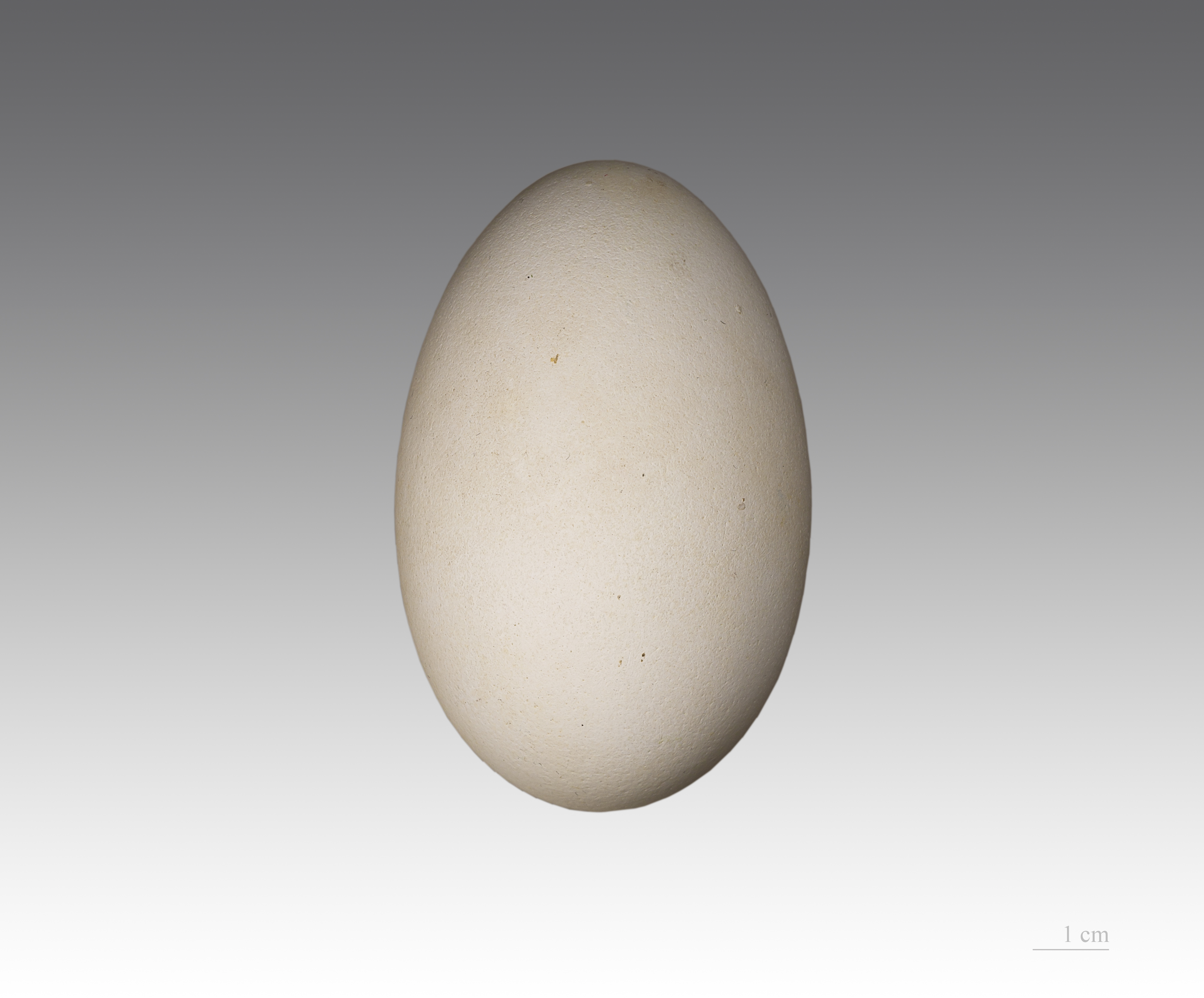
Fulmarus glacialoides

Fulmarus glacialoides là một loài chim trong họ Procellariidae.

## Hình ảnh

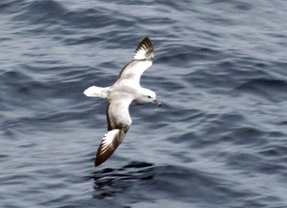
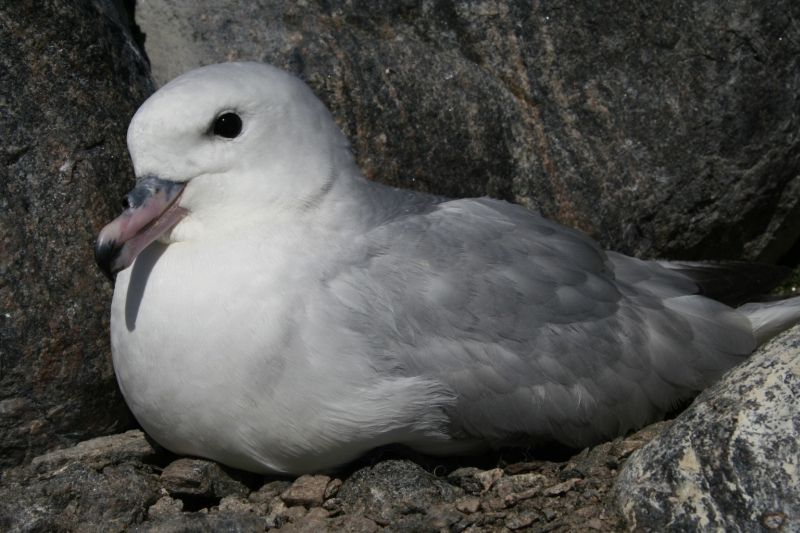
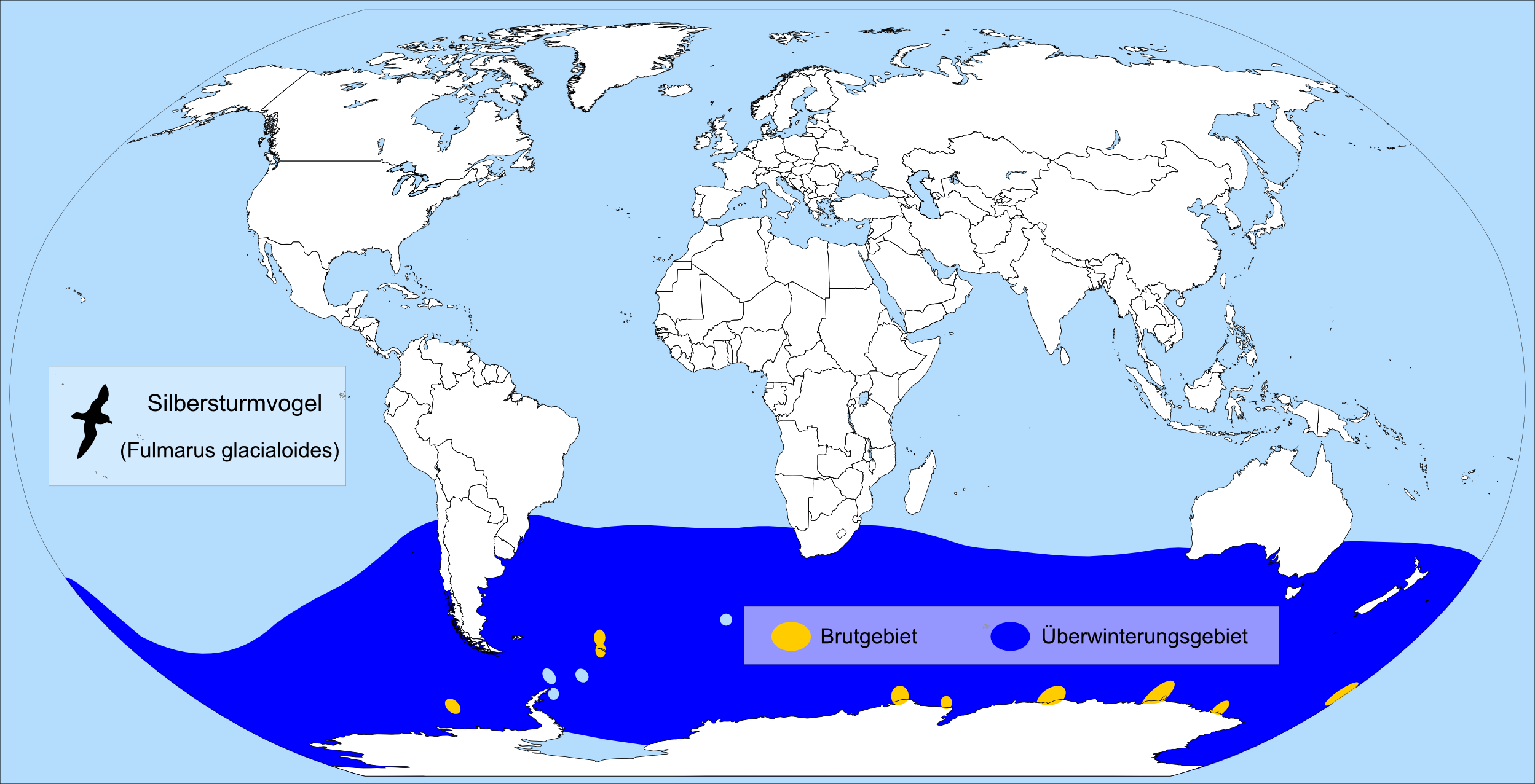